# Campionato americano femminile di pallacanestro 2005
L'8º Campionato americano femminile di pallacanestro FIBA (noto anche come FIBA Americas Championship for Women 2005) si svolse dal 14 al 18 settembre 2005 a Hato Mayor del Rey, nella Repubblica Dominicana.
I Campionati americani femminili di pallacanestro sono una manifestazione biennale tra le squadre nazionali organizzato dalla FIBA Americas. L'edizione 2005 garantiva alle prime tre classificate l'accesso diretto ai Mondiali 2006.

## Squadre partecipanti
- Argentina
- Brasile
- Canada
- Cuba
- Porto Rico
- Rep. Dominicana

## Girone unico

### Classifica
| Squadra         | G | V | P | PF  | PS  | DP   |
| --------------- | - | - | - | --- | --- | ---- |
| Cuba            | 5 | 5 | 0 | 421 | 323 | +98  |
| Brasile         | 5 | 4 | 1 | 410 | 327 | +83  |
| Canada          | 5 | 3 | 2 | 374 | 344 | +30  |
| Argentina       | 5 | 2 | 3 | 401 | 379 | +22  |
| Porto Rico      | 5 | 1 | 4 | 369 | 396 | –27  |
| Rep. Dominicana | 5 | 0 | 5 | 259 | 465 | –206 |

### Risultati
| Hato Mayor del Rey 14 settembre 2005, ore 16:45   | Cuba  | 73 – 61 (24-18, 32-26, 48-45) referto | Canada |  |
| \| \| \| \| \| Ávila 17 \| Punti \| 11 Grenier \| |       |                                       |        |  |
|                                                   |       |                                       |        |  |
| Ávila 17                                          | Punti | 11 Grenier                            |        |  |

| Hato Mayor del Rey 14 settembre 2005, ore 19:00             | Brasile | 86 – 69 (27-19, 47-35, 64-50) referto | Argentina |  |
| \| \| \| \| \| Micaela, Vivian 20 \| Punti \| 12 Sánchez \| |         |                                       |           |  |
|                                                             |         |                                       |           |  |
| Micaela, Vivian 20                                          | Punti   | 12 Sánchez                            |           |  |

| Hato Mayor del Rey 14 settembre 2005, ore 21:15     | Porto Rico | 94 – 55 (26-14, 53-24, 76-37) referto | Rep. Dominicana |  |
| \| \| \| \| \| Plácido 22 \| Punti \| 10 Mercado \| |            |                                       |                 |  |
|                                                     |            |                                       |                 |  |
| Plácido 22                                          | Punti      | 10 Mercado                            |                 |  |

| Hato Mayor del Rey 15 settembre 2005, ore 16:45   | Canada | 77 – 57 (23-13, 40-31, 57-45) referto | Argentina |  |
| \| \| \| \| \| Smith 22 \| Punti \| 13 Soberón \| |        |                                       |           |  |
|                                                   |        |                                       |           |  |
| Smith 22                                          | Punti  | 13 Soberón                            |           |  |

| Hato Mayor del Rey 15 settembre 2005, ore 19:00      | Brasile | 83 – 67 (18-17, 33-27, 50-45) | Porto Rico |  |
| \| \| \| \| \| Micaela 25 \| Punti \| 21 González \| |         |                               |            |  |
|                                                      |         |                               |            |  |
| Micaela 25                                           | Punti   | 21 González                   |            |  |

| Hato Mayor del Rey 15 settembre 2005, ore 21:15     | Cuba  | 94 – 47 (28-10, 49-18, 79-29) referto | Rep. Dominicana |  |
| \| \| \| \| \| Boulet 19 \| Punti \| 11 Paniagua \| |       |                                       |                 |  |
|                                                     |       |                                       |                 |  |
| Boulet 19                                           | Punti | 11 Paniagua                           |                 |  |

| Hato Mayor del Rey 16 settembre 2005, ore 16:45                     | Cuba  | 84 – 54 (25-19, 47-28, 68-38) referto | Porto Rico |  |
| \| \| \| \| \| Amargo, Plutín 16 \| Punti \| 12 González, Rosado \| |       |                                       |            |  |
|                                                                     |       |                                       |            |  |
| Amargo, Plutín 16                                                   | Punti | 12 González, Rosado                   |            |  |

| Hato Mayor del Rey 16 settembre 2005, ore 19:00          | Brasile | 76 – 64 (21-14, 35-36, 57-52) referto | Canada |  |
| \| \| \| \| \| Micaela 27 \| Punti \| 25 Sutton-Brown \| |         |                                       |        |  |
|                                                          |         |                                       |        |  |
| Micaela 27                                               | Punti   | 25 Sutton-Brown                       |        |  |

| Hato Mayor del Rey 16 settembre 2005, ore 21:15     | Argentina | 96 – 54 (19-13, 45-30, 67-40) referto | Rep. Dominicana |  |
| \| \| \| \| \| Paoletta 15 \| Punti \| 16 Morton \| |           |                                       |                 |  |
|                                                     |           |                                       |                 |  |
| Paoletta 15                                         | Punti     | 16 Morton                             |                 |  |

| Hato Mayor del Rey 17 settembre 2005, ore 16:45                     | Canada | 83 – 81 (16-21, 34-38, 63-60) referto | Porto Rico |  |
| \| \| \| \| \| Gabriele, Sutton-Brown 24 \| Punti \| 24 Martínez \| |        |                                       |            |  |
|                                                                     |        |                                       |            |  |
| Gabriele, Sutton-Brown 24                                           | Punti  | 24 Martínez                           |            |  |

| Hato Mayor del Rey 17 settembre 2005, ore 19:00    | Cuba  | 89 – 88 (d.1t.s.) (21-15, 39-38, 57-55, 82-82) referto | Argentina |  |
| \| \| \| \| \| Plutín 31 \| Punti \| 32 Sánchez \| |       |                                                        |           |  |
|                                                    |       |                                                        |           |  |
| Plutín 31                                          | Punti | 32 Sánchez                                             |           |  |

| Hato Mayor del Rey 17 settembre 2005, ore 21:15    | Brasile | 92 – 46 (33-10, 53-25, 76-35) referto | Rep. Dominicana |  |
| \| \| \| \| \| Érika 13 \| Punti \| 17 Paniagua \| |         |                                       |                 |  |
|                                                    |         |                                       |                 |  |
| Érika 13                                           | Punti   | 17 Paniagua                           |                 |  |

| Hato Mayor del Rey 18 settembre 2005, ore 16:45      | Argentina | 91 – 73 (22-12, 39-33, 66-51) referto | Porto Rico |  |
| \| \| \| \| \| Sánchez 26 \| Punti \| 18 González \| |           |                                       |            |  |
|                                                      |           |                                       |            |  |
| Sánchez 26                                           | Punti     | 18 González                           |            |  |

| Hato Mayor del Rey 18 settembre 2005, ore 19:00    | Cuba  | 81 – 73 (21-20, 35-33, 64-47) referto | Brasile |  |
| \| \| \| \| \| Plutín 20 \| Punti \| 22 Micaela \| |       |                                       |         |  |
|                                                    |       |                                       |         |  |
| Plutín 20                                          | Punti | 22 Micaela                            |         |  |

| Hato Mayor del Rey 18 settembre 2005, ore 21:15          | Canada | 89 – 57 (20-15, 48-27, 70-44) referto | Rep. Dominicana |  |
| \| \| \| \| \| Chapdelaine 12 \| Punti \| 18 Paniagua \| |        |                                       |                 |  |
|                                                          |        |                                       |                 |  |
| Chapdelaine 12                                           | Punti  | 18 Paniagua                           |                 |  |

## Classifica finale
| Campione d'america | Campione d'america | Campione d'america |
| --- | ------------------ | --- |
| Cuba4 Romero, 5 Suero, 6 Plutín, 7 Gelis, 8 Noblet, 9 Amargo, 10 Boulet, 11 Martínez, 12 Calvo, 13 Castillo, 14 Hechavarría, 15 Ávila, All. Armando Acosta |                    | |
| Argento | Brasile            | Brasile4 Fabí, 5 Jaqueline, 6 Lilian, 7 Silvinha, 8 Micaela, 9 Tayara, 10 Vivian, 11 Êga, 12 Zaine, 13 Isis, 14 Érika, 15 Grazy, All. Antônio Barbosa                     |
| Bronzo | Canada             | Canada4 Townsend, 5 Gabriele, 6 Cressman, 7 Grenier, 8 Smith, 9 Chapdelaine, 10 Ganes, 11 Brown, 12 Brassard, 13 Johnson, 14 Aubry, 15 Sutton-Brown, All. Allison McNeill |
| 4. | Argentina          | Argentina4 Nicolini, 5 Soberón, 6 Liñeira, 7 Landra, 8 Pavón, 9 Chesta, 10 Gatti, 11 Paoletta, 12 Fernández, 13 Cava, 14 Sánchez, 15 Palacios, All. Eduardo Pinto         |
| 5. | Porto Rico         | Porto Rico4 González, 5 Dides, 6 Rosado, 7 Martínez, 8 Valentín, 9 Plácido, 10 Otero, 11 Andino, 12 Pallens, 13 Llanos, 14 Rivera, 15 Vargas, All. Hector Laboy           |
| 6. | Rep. Dominicana    | Rep. Dominicana4 Montilla, 5 L. Díaz, 6 Morton, 7 Paniagua, 8 Frías, 9 Santos, 10 Gómez, 11 Ramírez, 12 Mendez, 13 Roa, 14 J. Díaz, 15 Mercado, All. Melvyn López         |